# Новият портиер
„Новият портиер“ (на английски: The New Janitor) е американски късометражен филм от 1914 година, комедия на режисьора Чарли Чаплин по негов собствен сценарий.
В центъра на сюжета е портиер в административна сграда, който случайно предотвратява обир, извършван от един от служителите на намираща се в нея банка. Главните роли се изпълняват от Чарли Чаплин, Джон Дилън, Джес Денди, Пеги Пейдж.